# Lista över fornlämningar i Falkenbergs kommun (Stafsinge)
Lista över fornlämningar i Falkenbergs kommun (Stafsinge) är en förteckning av ett urval av de fornlämningar som finns i Stafsinge i Falkenbergs kommun.
| Namn                         | Lämningstyp                      | Tillkomsttid | Historisk indelning | Plats | Läge                 | ID-nr          | Bild                                      |
| ---------------------------- | -------------------------------- | ------------ | ------------------- | ----- | -------------------- | -------------- | ----------------------------------------- |
| Stomma kulle (Stafsinge 1:1) | Hög                              |              | Stafsinge, Halland  |       | 56.918444, 12.489925 | 10149600010001 | Ladda upp en till bild av detta fornminne |
| Stomma kulle (Stafsinge 1:2) | Grav markerad av sten/block      |              | Stafsinge, Halland  |       | 56.918170, 12.489692 | 10149600010002 | Ladda upp en till bild av detta fornminne |
| Stomma kulle (Stafsinge 1:3) | Stensättning                     |              | Stafsinge, Halland  |       | 56.918399, 12.490450 | 10149600010003 | Ladda upp en bild av detta fornminne      |
| Stafsinge 2:1                | Stensättning                     |              | Stafsinge, Halland  |       | 56.915998, 12.492988 | 10149600020001 | Ladda upp en bild av detta fornminne      |
| Stafsinge 3:1                | Gravfält                         |              | Stafsinge, Halland  |       | 56.915837, 12.490664 | 10149600030001 | Ladda upp en bild av detta fornminne      |
| Stafsinge 3:2                | Stensättning                     |              | Stafsinge, Halland  |       | 56.916942, 12.489795 | 10149600030002 | Ladda upp en bild av detta fornminne      |
| Stafsinge 4:1                | Stensättning                     |              | Stafsinge, Halland  |       | 56.920484, 12.485277 | 10149600040001 | Ladda upp en bild av detta fornminne      |
| Stafsinge 4:2                | Stensättning                     |              | Stafsinge, Halland  |       | 56.920279, 12.485220 | 10149600040002 | Ladda upp en bild av detta fornminne      |
| Stafsinge 4:3                | Stensättning                     |              | Stafsinge, Halland  |       | 56.920612, 12.485306 | 10149600040003 | Ladda upp en bild av detta fornminne      |
| Gröne kulle (Stafsinge 5:1)  | Hög                              |              | Stafsinge, Halland  |       | 56.927416, 12.491651 | 10149600050001 | Ladda upp en bild av detta fornminne      |
| Stafsinge 6:1                | Begravningsplats                 |              | Stafsinge, Halland  |       | 56.923298, 12.500749 | 10149600060001 | Ladda upp en bild av detta fornminne      |
| Stafsinge 6:2                | Kyrka/kapell                     |              | Stafsinge, Halland  |       | 56.923364, 12.500487 | 10149600060002 | Ladda upp en bild av detta fornminne      |
| Stafsinge 19:1               | Stensättning                     |              | Stafsinge, Halland  |       | 56.916283, 12.464335 | 10149600190001 | Ladda upp en bild av detta fornminne      |
| Stafsinge 19:2               | Stensättning                     |              | Stafsinge, Halland  |       | 56.915998, 12.464726 | 10149600190002 | Ladda upp en bild av detta fornminne      |
| Stafsinge 19:3               | Stensättning                     |              | Stafsinge, Halland  |       | 56.915712, 12.465032 | 10149600190003 | Ladda upp en bild av detta fornminne      |
| Stafsinge 20:1               | Hög                              |              | Stafsinge, Halland  |       | 56.915306, 12.477802 | 10149600200001 | Ladda upp en bild av detta fornminne      |
| Stafsinge 21:1               | Stensättning                     |              | Stafsinge, Halland  |       | 56.917342, 12.478318 | 10149600210001 | Ladda upp en bild av detta fornminne      |
| Stafsinge 24:1               | Hög                              |              | Stafsinge, Halland  |       | 56.900540, 12.433942 | 10149600240001 | Ladda upp en bild av detta fornminne      |
| Stafsinge 26:1               | Hög                              |              | Stafsinge, Halland  |       | 56.901878, 12.434478 | 10149600260001 | Ladda upp en bild av detta fornminne      |
| Stafsinge 28:1               | Stensättning                     |              | Stafsinge, Halland  |       | 56.928147, 12.481458 | 10149600280001 | Ladda upp en bild av detta fornminne      |
| Stafsinge 40:1               | Stensättning                     |              | Stafsinge, Halland  |       | 56.976709, 12.491466 | 10149600400001 | Ladda upp en bild av detta fornminne      |
| Stafsinge 40:2               | Stensättning                     |              | Stafsinge, Halland  |       | 56.976647, 12.491251 | 10149600400002 | Ladda upp en bild av detta fornminne      |
| Stafsinge 112:1              | Hällristning                     |              | Stafsinge, Halland  |       | 56.900596, 12.458367 | 10149601120001 | Ladda upp en bild av detta fornminne      |
| Stafsinge 137                | Stensättning                     |              | Stafsinge, Halland  |       | 56.917479, 12.482572 | 12000000117489 | Ladda upp en bild av detta fornminne      |
| Stafsinge 142                | Husgrund, förhistorisk/medeltida |              | Stafsinge, Halland  |       | 56.921951, 12.474649 | 12000000117497 | Ladda upp en bild av detta fornminne      |